# Ayuntamiento de Badajoz
El Ayuntamiento de Badajoz es una de las cuatro administraciones públicas con responsabilidad política en la ciudad de Badajoz, junto a la Administración General del Estado de España, la Junta de Extremadura y la Diputación de Badajoz.
Desde 1979 sus responsables políticos son escogidos por sufragio universal por los ciudadanos de Badajoz con derecho a voto, en elecciones celebradas cada cuatro años.
En la actualidad su alcalde es Ignacio Gragera Barrera, del Partido Popular. El Equipo de Gobierno Local lo conforman únicamente representantes del Partido Popular, ya que este partido obtuvo mayoría absoluta en las últimas elecciones. La corporación también cuenta con representación del PSOE y Vox.
El Ayuntamiento tiene su sede en la plaza de España de Badajoz, al lado de la Catedral de San Juan Bautista.

## Alcaldes

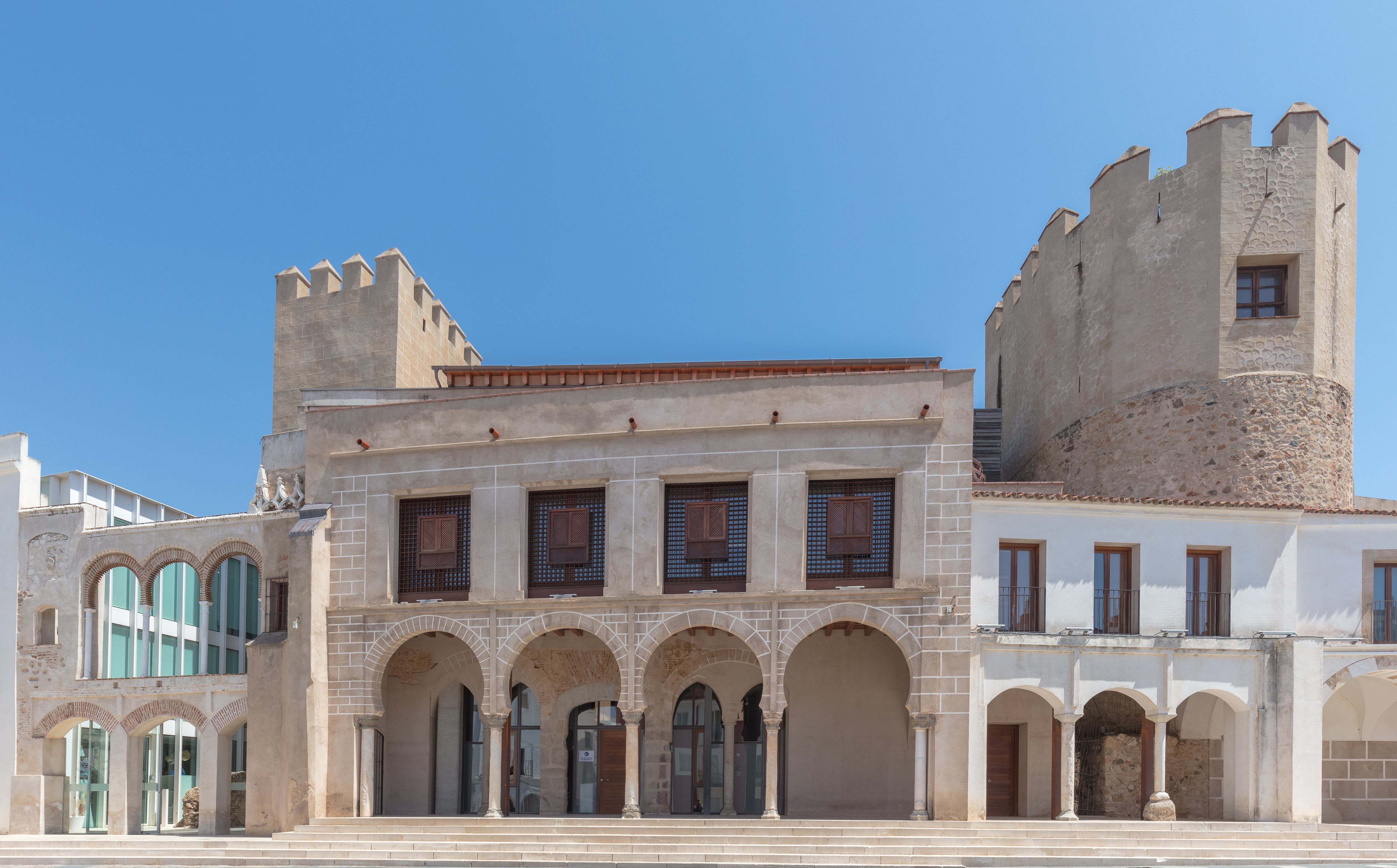
Edificio del antiguo ayuntamiento en la plaza Alta

Desde que en 875 Ibn Marwan fundase Badajoz, la ciudad ha contado con numerosos alcaldes. El primer alcalde (emir) de la ciudad fue Sabur Sabur al-Amirí , que ostentó el cargo durante nueve años, entre 1013 y 1022. 
Entre los alcaldes, han pasado a la historia especialmente Carlos Witte y Pau, José María Lópezy Rastrollo, Fernando Calzadilla Maestre, Antonio Masa Campos, Manuel Rojas Torres y Miguel Ángel Celdrán Matute.
| Periodo   | Nombre                                                  | Partido                                                      |
| --------- | ------------------------------------------------------- | ------------------------------------------------------------ |
| 1979-1983 | Luis Movilla Montero                                    | Unión de Centro Democrático (UCD)                            |
| 1983-1987 | Manuel Rojas Torres                                     | Partido Socialista Obrero Español (PSOE)                     |
| 1987-1991 | Manuel Rojas Torres                                     | Partido Socialista Obrero Español (PSOE)                     |
| 1991-1995 | Manuel Rojas Torres Gabriel Montesinos (1991)           | Partido Socialista Obrero Español (PSOE)                     |
| 1995-1999 | Miguel Celdrán Matute                                   | Partido Popular (PP)                                         |
| 1999-2003 | Miguel Celdrán Matute                                   | Partido Popular (PP)                                         |
| 2003-2007 | Miguel Celdrán Matute                                   | Partido Popular (PP)                                         |
| 2007-2011 | Miguel Celdrán Matute                                   | Partido Popular (PP)                                         |
| 2011-2015 | Miguel Celdrán Matute Francisco Javier Fragoso (2013)   | Partido Popular (PP)                                         |
| 2015-2019 | Francisco Javier Fragoso                                | Partido Popular (PP)                                         |
| 2019-2023 | Francisco Javier Fragoso Ignacio Gragera Barrera (2021) | Partido Popular (PP) (2019-2021) Ciudadanos (CS) (2021-2023) |
| 2023-act. | Ignacio Gragera Barrera                                 | Partido Popular (PP)                                         |

## Competencias

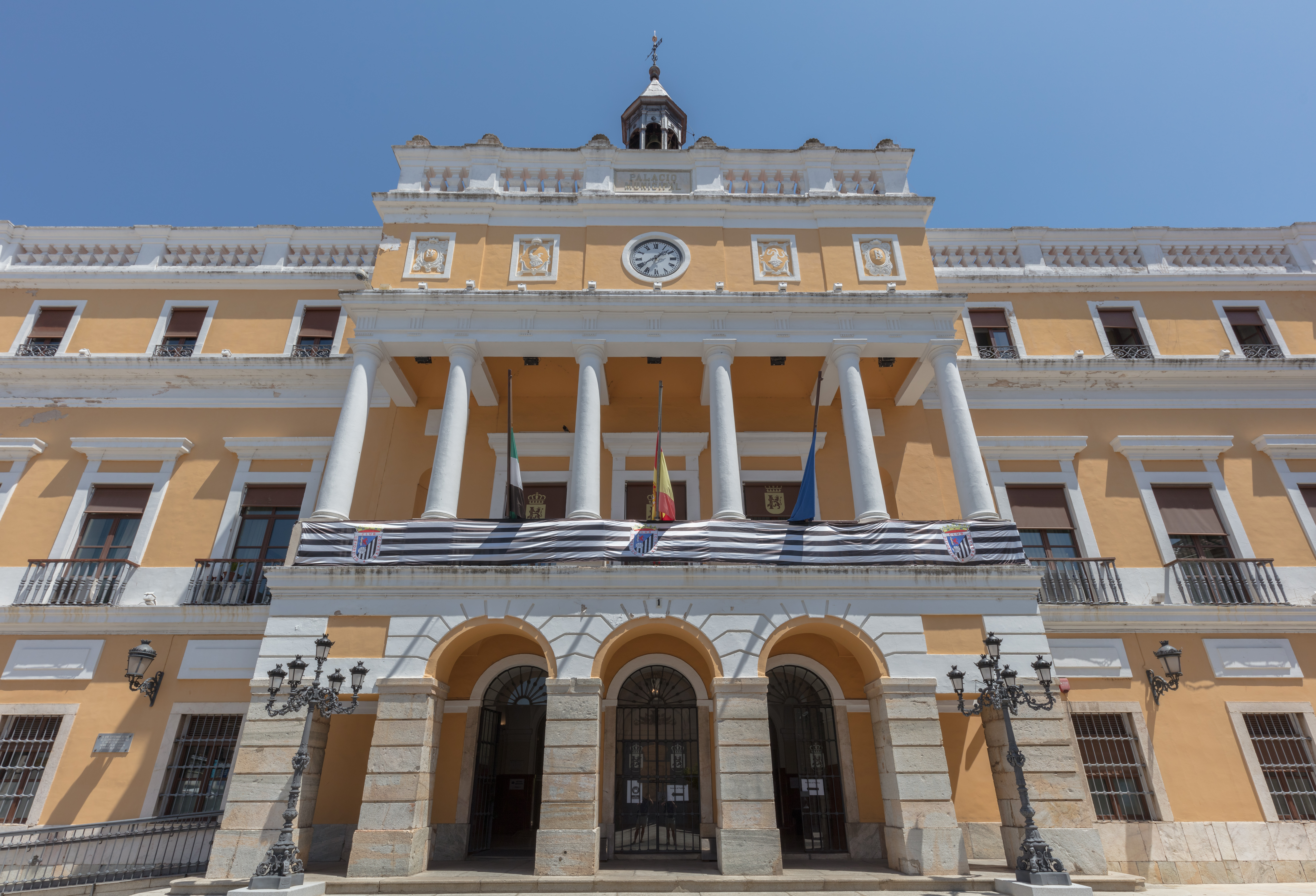
Entrada del Ayuntemiento

El Ayuntamiento es el organismo con mayores competencias y funcionarios públicos en la ciudad, ya que regula la vida diaria de los ciudadanos, e importantes asuntos como la planificación urbanística, los transportes, la recaudación de impuestos municipales, la gestión de la seguridad vial mediante la Policía Local, el mantenimiento de la vía pública (asfaltado, limpieza...) y de los jardines. 
También es el responsable de la construcción de equipamientos municipales como guarderías, polideportivos, bibliotecas, residencias para la tercera edad, viviendas de protección pública.

## Economía municipal
El Pleno del Ayuntamiento de Badajoz aprobó el 15 de agosto de 2020 los presupuestos municipales para 2020, que alcanzan los 112 millones de euros, un 6 % más respecto a las cuentas anteriores.

## Gobierno municipal 2023-2027
El Equipo de Gobierno Local del Ayuntamiento de Badajoz está formado por 14 concejales elegidos por sufragio universal. La máxima autoridad es el alcalde de Badajoz, al que siguen 9 tenientes de alcalde que, además de ocupar una concejalía, participan en las deliberaciones y aprueban los acuerdos alcanzados en la Junta de Gobierno Local. En la actualidad, otros 4 ediles también dirigen Concejalías desde las que gestionan diferentes ámbitos de la vida pública. 
El siguiente cuadro relaciona las personas que forman parte del equipo de gobierno o tienen a su cargo una concejalía en la actual legislatura y hasta la celebración de las próximas elecciones, que están previstas para la primavera de 2027.
| Persona                           | Partido | Cargo |
| --------------------------------- | ------- | --- |
| Ignacio Gragera Barrera           | PP      | Alcalde |
| Carlos Urueña Fernández           | PP      | 1.er teniente de alcalde - concejal de Urbanismo, Vías y Obras, Inspección de Aguas, Protección Ambiental, INMUBA y Cementerios                                    |
| Gema María Cortés Luna            | PP      | 2.ª teniente de alcalde - portavoz - concejala de Policía Local, Bomberos, Protección Civil y Policía Urbana                                                       |
| Mariema del Carmen Seck Moreno    | PP      | 3.ª teniente de alcalde - concejala de Juventud y Educación |
| Eladio Buzo Corzo                 | PP      | 4.º teniente de alcalde - concejal de Recursos Humanos, Comercio y Mercados                                                                                        |
| Javier Gijón Rodríguez            | PP      | 5.º teniente de alcalde - concejal de Economía y Hacienda, Fondos europeos, Informática y Modernización                                                            |
| Rubén Galea Gil                   | PP      | 6.º teniente de alcalde - concejal de Turismo, Patrimonio Histórico, Consorcio del Casco Antiguo, Parques y Jardines y Limpieza Viaria                             |
| José Antonio Casablanca del Barco | PP      | 7.º teniente de alcalde - concejal de Cultura, Ferias y Fiestas, Consorcio del Teatro López de Ayala y Consorcio de la Escuela de Artes y Oficios Adelardo Covarsí |
| María Soledad Giralt Ballesteros  | PP      | 8.ª teniente de alcalde - concejal de IFEBA, Formación y Empleo, Emprendimiento, Universidad Popular y Relaciones Institucionales y con Portugal                   |
| Ana María Casañas Suárez          | PP      | 9.ª teniente de alcalde - concejal de Contratación y Compras, Patrimonio, Vivienda, Estadística y Reprografía                                                      |
| Elena Salgado Vaquerizo           | PP      | Concejala de Protección animal, Sanidad, Prevención de Riesgos Laborales y Servicios Médicos                                                                       |
| Juan Parejo Fernández             | PP      | Concejal de Deportes |
| José Luis González Serrano        | PP      | Concejal de Gabinete de Proyectos, Alumbrado y Eficiencia Energética, Transporte Público y Parque Móvil Municipal                                                  |
| Juan Pérez Márquez                | PP      | Concejal de Instituto Municipal de Servicios Sociales, Mayores, Mujer y Participación Ciudadana                                                                    |

## Pleno
| Partido político | Partido político                                                    | 2023   | 2019   | 2015   | 2011   | 2007   | 2003   | 1999   | 1995   | 1991   | 1987   | 1983   | 1979   |
| Partido político | Partido político                                                    | Ediles | Ediles | Ediles | Ediles | Ediles | Ediles | Ediles | Ediles | Ediles | Ediles | Ediles | Ediles |
|                  | Partido Popular (PP)-Alianza Popular (AP)                           | 14     | 9      | 13     | 17     | 15     | 15     | 16     | 16     | 10     | 8      | 10     | –      |
|                  | Partido Socialista Obrero Español (PSOE)                            | 10     | 11     | 9      | 8      | 11     | 11     | 9      | 8      | 15     | 15     | 15     | 10     |
|                  | Vox                                                                 | 3      | 1      | 0      | —      | —      | —      | —      | —      | —      | —      | —      | –      |
|                  | Podemos-Izquierda Unida (IU)-Partido Comunista de España (PCE)      | 0      | 1      | 0      | 2      | 1      | 1      | 2      | 3      | 2      | 0      | 2      | 3      |
|                  | Ciudadanos (CS)                                                     | 0      | 4      | 2      | —      | —      | —      | —      | —      | —      | —      | –      | —      |
|                  | Recuperar Badajoz                                                   | —      | —      | 3      | —      | —      | —      | —      | —      | —      | —      | —      | –      |
|                  | Centro Democrático y Social (CDS)-Unión de Centro Democrático (UCD) | –      | –      | –      | –      | –      | –      | –      | –      | 0      | 4      | –      | 14     |

## Resultados electorales
| Partido político                                                    | 2023  | 2023   | 2023       | 2019  | 2019   | 2019       | 2015  | 2015   | 2015       | 2011  | 2011   | 2011       | 2007  | 2007   | 2007       | 2003  | 2003   | 2003       | 1999  | 1999   | 1999       | 1995  | 1995   | 1995       | 1991  | 1991   | 1991       | 1987  | 1987   | 1987       | 1983  | 1983   | 1983       | 1979  | 1979   | 1979       |
| Partido político                                                    | %     | Votos  | Concejales | %     | Votos  | Concejales | %     | Votos  | Concejales | %     | Votos  | Concejales | %     | Votos  | Concejales | %     | Votos  | Concejales | %     | Votos  | Concejales | %     | Votos  | Concejales | %     | Votos  | Concejales | %     | Votos  | Concejales | %     | Votos  | Concejales | %     | Votos  | Concejales |
| Partido Popular (PP)-Alianza Popular (AP)                           | 44,34 | 32 880 | 14         | 30,50 | 20 937 | 9          | 39,55 | 27 953 | 13         | 56,81 | 41 438 | 17         | 49,59 | 33 937 | 15         | 53,68 | 37 092 | 15         | 56,38 | 36 970 | 16         | 53,53 | 37 751 | 16         | 33,66 | 17 723 | 10         | 28,20 | 15 826 | 8          | 34,38 | 16 115 | 10         | –     | –      | –          |
| Partido Socialista Obrero Español (PSOE)                            | 31,72 | 23 517 | 10         | 37,25 | 25 565 | 11         | 30,27 | 21 399 | 9          | 27,96 | 20 395 | 8          | 37,93 | 25 958 | 11         | 37,00 | 25 566 | 11         | 31,66 | 20 760 | 9          | 28,93 | 20 401 | 8          | 51,04 | 26 874 | 15         | 47,34 | 26 566 | 15         | 52,44 | 24 583 | 15         | 36,51 | 15 558 | 10         |
| Vox                                                                 | 10,19 | 7559   | 3          | 5,68  | 3899   | 1          | 0,54  | 381    | 0          | —     | —      | —          | —     | —      | —          | —     | —      | —          | —     | —      | —          | —     | —      | —          | —     | —      | —          | —     | —      | —          | —     | —      | —          | –     | –      | –          |
| Podemos-Izquierda Unida (IU)-Partido Comunista de España (PCE)      | 4,09  | 3030   | 0          | 5,66  | 3882   | 1          | 2,85  | 2017   | 0          | 7,15  | 5214   | 2          | 9,26  | 3601   | 1          | 5,06  | 3495   | 1          | 7,29  | 4778   | 2          | 13,37 | 9426   | 3          | 7,46  | 3927   | 2          | 4,62  | 2595   | 0          | 7,00  | 3282   | 2          | 11,24 | 4791   | 3          |
| Ciudadanos (CS)                                                     | 1,39  | 1027   | 0          | 13,04 | 8950   | 4          | 7,07  | 4994   | 2          | —     | —      | —          | —     | —      | —          | —     | —      | —          | —     | —      | —          | —     | —      | —          | —     | —      | —          | —     | —      | —          | –     | –      | –          | —     | —      | —          |
| Recuperar Badajoz                                                   | —     | —      | —          | —     | —      | —          | 10,41 | 7360   | 3          | —     | —      | —          | —     | —      | —          | —     | —      | —          | —     | —      | —          | —     | —      | —          | —     | —      | —          | —     | —      | —          | —     | —      | —          | –     | –      | –          |
| Centro Democrático y Social (CDS)-Unión de Centro Democrático (UCD) | –     | –      | –          | –     | –      | –          | –     | –      | –          | –     | –      | –          | –     | –      | –          | –     | –      | –          | –     | –      | –          | –     | –      | –          | 4,87  | 2563   | 0          | 13,95 | 7830   | 4          | –     | –      | –          | 48,43 | 20 634 | 14         |

## Evolución de la deuda viva municipal
El concepto de deuda viva contempla sólo las deudas con cajas y bancos relativas a créditos financieros, valores de renta fija y préstamos o créditos transferidos a terceros, excluyéndose, por tanto, la deuda comercial.
| Gráfica de evolución de la deuda viva del Ayuntamiento entre 2008 y 2023                          |
|                                                                                                   |
| Deuda viva del Ayuntamiento de Badajoz, en miles de euros, según datos del Ministerio de Hacienda |